# Xavier Fontanet
Pour les articles homonymes, voir Fontanet.
 (juin 2024).
Si vous disposez d'ouvrages ou d'articles de référence ou si vous connaissez des sites web de qualité traitant du thème abordé ici, merci de compléter l'article en donnant les références utiles à sa vérifiabilité et en les liant à la section « Notes et références ».
Xavier Fontanet, né le 9 septembre 1948 à Malestroit, est un chef d'entreprise français.
Il dirige de 1991 à 2010 le groupe Essilor.
Depuis 2012, il est professeur associé de stratégie à HEC Paris, chroniqueur aux Échos et auteur de plusieurs essais où il partage son expérience et sa passion de l'entreprise.

## Biographie

### Carrière

#### 1974-1981: consultant au BCG
Il commence sa carrière au Boston Consulting Group (1974-1981).
Cette expérience de consultant au BCG lui fournit les concepts théoriques qu'il utilisera comme directeur général pour faire grandir les entreprises qu'il dirigera. 

#### 1991-2010: patron d'Essilor
En 1991, il est nommé directeur général du groupe Essilor, puis président-directeur général de 1996 à 2010. Il dirige le groupe pendant vingt ans, en faisant équipe avec Philippe Alfroid, directeur financier (1991-1996) puis directeur général délégué (1996-2009).

#### Depuis 2010: professeur et chroniqueur
Il est professeur affilié de stratégie à HEC depuis 2012. À partir du cours qu'il enseigne, il a décliné une application et un livre numérique intitulés Les 12 Clés de la stratégie.
Il tient une chronique hebdomadaire dans Les Échos.

### Essayiste
En octobre 2010, il publie Si on faisait confiance aux entrepreneurs - L'entreprise française et la mondialisation (Les Belles Lettres), synthèse de son expérience de dirigeant, et ouvre un blog sur le même thème. Le livre rencontre un succès l'amenant à être réédité huit fois, et à être traduit en anglais et en chinois.
En 2014, dans Pourquoi pas nous ? (Les Belles Lettres - Fayard), il tente d'analyser les raisons du déclin économique de la France. Il avance comme raison essentielle l'hypertrophie du secteur public et l'hyperfiscalité française : « La part de la sphère publique est aujourd'hui de 57 % du PIB, un record du monde, alors qu'elle était de 27 % en 1973. » Pour sortir de ce déclin, il propose de réfléchir sur les solutions adoptées par l'Allemagne, la Nouvelle-Zélande et le Canada.

### Mandats et engagements

#### Mandats d'administrateur
- Administrateur de L'Oréal (2002-aujourd'hui)[8]
- Administrateur de Schneider Electric (2011-aujourd'hui)[8]
- Administrateur de la Fondation d'entreprise Carrefour ( -aujourd'hui)[9]
- Administrateur d'Essilor (1996-2012)[8]
- Administrateur du Crédit agricole (2001-2012)[8]
- Administrateur du Fonds stratégique d'investissement (2009-2011) [10]

## Décorations
- Officier de la Légion d'honneur (2010)[11]

## Ouvrages
- 2010 : Si on faisait confiance aux entrepreneurs - L'entreprise française et la mondialisation, Les Belles Lettres, 248 pages
- 2014 : Pourquoi pas nous ?, Les Belles Lettres-Fayard, 240 pages
- 2016 : Que chacun s'y mette !, Odile Jacob, 187 pages
- 2021 : Conquérir le monde avec son équipe. La fabuleuse histoire d’Essilor (1990-2013), éd. Manitoba.
- 2024 : De la stratégie en entreprise : Conversation avec Pierre Pupier, Paris, Les Belles Lettres, coll. Manitoba / Entreprises et société, 272 p.  (ISBN 978-2376150947)